# Salduba austeni
Salduba austeni är en tvåvingeart som beskrevs av Kertesz 1908. Salduba austeni ingår i släktet Salduba och familjen vapenflugor. Inga underarter finns listade i Catalogue of Life.